# Dark Project
Pour les articles homonymes, voir Thief.
Dark Project ou Thief est une série de jeux vidéo d'infiltration éditée par Eidos Interactive puis Square Enix à la suite du rachat de l'entreprise

## Liste des jeux
- Dark Project : La Guilde des voleurs, Looking Glass Studios (1998)
- Dark Project 2 : L'Âge de métal, Looking Glass Studios (2000)
- Dark Project: Deadly Shadows, Ion Storm (2004)
- Thief, Eidos Montréal (2014)
- Thief VR: Legacy of Shadow, Maze Theory (prévu pour 2025)

## Film
En 2016, la société Straight Up Films a annoncé avoir acquis les droits de Thief pour développer un film, Adam Mason et Simon Boyes ont été engagés pour en écrire le scénario.